# Santiago Sciurano
Santiago Sciurano fue un marino italiano que combatió en la guerra del Brasil, en las guerras civiles de la República Oriental del Uruguay y en los enfrentamientos con la Confederación Argentina durante el bloqueo francés al Río de la Plata.

## Biografía
Santiago Sciurano (también citado como Gerónimo, Girolamo o Giácomo) fue un marino de nacionalidad italiana. Debiendo emigrar por razones políticas se radicó en Montevideo. Era más conocido con el mote de Chentopé o Cientopié, que designaba a una persona intratable, de carácter agrio.
Pronto se convirtió en práctico del Río de la Plata y se desempeñó como capitán del paquete Pepa.

### Guerra con el Brasil
Colaboró con Juan Antonio Lavalleja y Manuel Oribe transportando armas y correspondencia desde Buenos Aires como apoyo a la expedición de los Treinta y Tres Orientales.

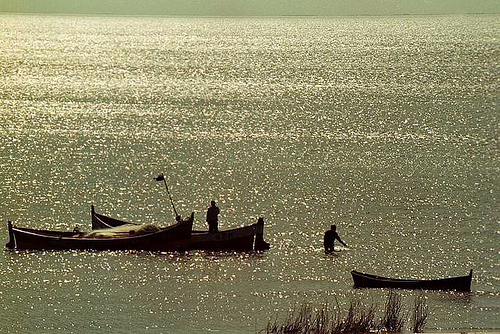
Laguna Merín.

Hacia el final de la guerra con el Imperio de Brasil se organizó una escuadrilla destinada a operar en la Laguna Merín, siguiendo un plan de Carlos María de Alvear que, al retirarse del mando en julio de 1827, había sido retomado por Lavalleja. Con el apoyo de particulares, especialmente del armador Francisco Aguilar quien además de proporcionar dinero cedió algunos de sus buques, se formó una división con los buques ligeros Lavalleja, Merin, Buenos Aires, Oriental e Ituzaingó, que armados con artillería del ejército se transportaron en carretas hasta la laguna al comando de Agustín Dagrumet y Santiago Sciurano.
Finalizada la guerra, en 1831 desafió al práctico mayor Benito Aizpurúa mediante una carta publicada en el Diario de la Tarde a una apuesta de mil patacones para que probara la existencia de un barco hundido frente a Punta Indio, lo que justificaba la existencia de una baliza de señalización ya desaparecida.
Sciurano supo que iba a perder la apuesta, por lo que la retiró con excusas. Aizpurúa respondió en La Gaceta Mercantil del 17 de noviembre de ese año haciendo hincapié en la evidente mala fe e ignorancia de Sciurano, y nombrándolo reiteradamente por su mote, por lo que implicaba acerca de su carácter.

### Guerra civil y bloqueo francés
Iniciadas las hostilidades por parte del caudillo oriental colorado Fructuoso Rivera y Francia aliados contra el presidente uruguayo Manuel Oribe y la Confederación Argentina, Sciurano fue puesto al frente de la escuadrilla riverista. El 6 de octubre de 1838 sus fuerzas bloquearon los puertos de Montevideo y Paysandú en colaboración con unidades francesas. 
El 11 de octubre de 1838 actuó como jefe de la escuadrilla de Rivera en el combate de Martín García. La división al mando de Sciurano estaba compuesta por la goleta Loba, los payleboats Estrella del Sud y Eufrasia y el falucho Atrevido, mientras que la división de la escuadra francesa al mando del capitán Hipólito Daguenet se componía de la corbeta Expeditive, los bergantines Bordalaise y Vigilante, la chalupa Ana, el místico Atrevido y algunas lanchas.

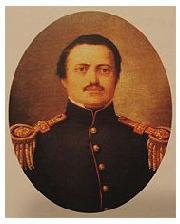
Jerónimo Costa.

La isla estaba defendida por 110 hombres al mando del jefe del Regimiento de Patricios el coronel Jerónimo Costa. A estas fuerzas se había agregado el capitán Juan Bautista Thorne, comandante de la Goleta Sarandí, enviado para reforzar la artillería de la pequeña guarnición.
Los cañones, de a 12, no estaban adecuadamente montados y las trincheras no estaban terminadas por lo que los defensores recibieron ha descubierto un intenso bombardeo de la artillería naval, compuesta de unos 40 cañones, durante toda la jornada. Al finalizar el día y aún cubiertos por la artillería desembarcaron las fuerzas aliadas, alrededor de 500 hombres, entre ellos 150 uruguayos al mando de Sciurano. En tres columnas asaltaron la posición y pese a la eficaz resistencia de Costa y sus hombres, pudieron rendirla. 
El 13 de noviembre de 1838 fue reemplazado al mando de la escuadrilla por Francisco Fourmantin.
En 1851 se encontraba prisionero de Manuel Oribe, quien lo conservó con vida a instancias de su aliado Juan Manuel de Rosas. Ese mismo año, cuando el general Justo José de Urquiza se pronunció contra Rosas, Oribe lo hizo ejecutar junto a Justo Tavares en represalia.